# Dovlatov
Dovlatov (cirílico: Довлатов; bra/prt: Dovlatov) é um filme servo-polono-russo de 2018, do gênero drama biográfico, dirigido por Aleksei Alekseivich German, baseado na vida do escritor Sergei Dovlatov. 
Estrelado por Milan Marić e Danila Kozlovsky, estreou no Festival Internacional de Cinema de Berlim em 17 de fevereiro.

## Elenco
- Milan Marić - Sergei Dovlatov
- Danila Kozlovsky - David
- Helena Sujecka - Elena Dovlatova
- Eva Herr - Katya Dovlatova
- Artur Beschastny - Joseph Brodsky
- Anton Shagin - Anton Kuznetsov
- Svetlana Khodchenkova - atriz
- Elena Lyadova
- Igor Mityushkin - Sholom Schwartz
- Pyotr Gonsovsky - Semyon Alexandrovich
- Tamara Oganesyan - Nora Dovlatova
- Denis Shlenkov